# Юнгфрауйох

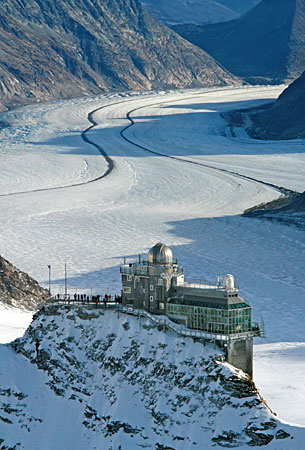
Юнгфрауйох и ледник Алеч

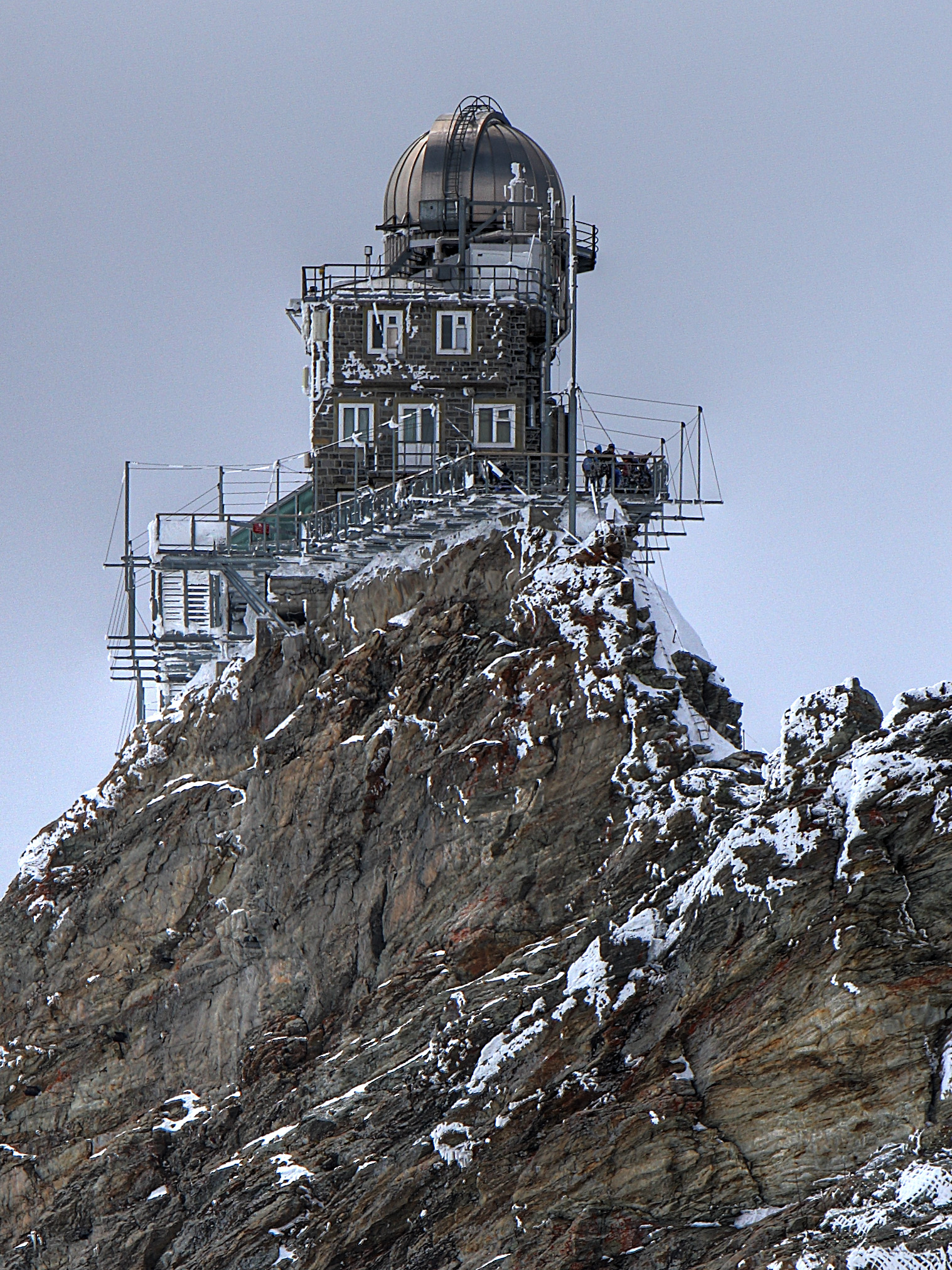
Обсерватория «Сфинкс»

Юнгфрауйох (нем. Jungfraujoch) — нижняя точка (перевал) в горной гряде, соединяющей вершины Мёнх и Юнгфрау в Бернских Альпах. Находится на высоте 3471 м на границе кантонов Берн и Вале в Швейцарии.

## Туризм
Седловина перевала Юнгфрауйох покрыта фирном и льдом. В скалах и леднике прорублены галереи. Ежегодно высота седловины понижается на несколько дециметров в результате глобального потепления.
Юнгфрауйох — горная вершина в Альпах, с которой открывается впечатляющая панорама на крупнейший ледник региона — Алеч, протяжённость которого составляет 24 километра. В ясную погоду оттуда открывается панорама на знаменитый Шварцвальд в Германии и французскую часть Альп. Природный комплекс Юнгфрау-Алеч-Бичхорн имеет международное значение: в 2001 году он стал первым в Альпах объектом, получившим статус мирового природного наследия ЮНЕСКО.
Внутри Юнгфрауйох находится одноимённая, лежащая на высоте 3454 м конечная станция железной дороги «Юнгфрау», являющаяся самым высокогорным вокзалом Европы. Отсюда её второе название  — «Вершина Европы».
Юнгфрауйох — прежде всего туристический аттракцион. К его достопримечательностям можно отнести смотровую площадку метеостанции «Сфинкс», Ледовый дворец, катание на собачьей упряжке, аудиовизуальное шоу и альпийскую выставку научных исследований. Гостей ждут ресторан со стеклянными стенами, сувенирные магазины. Для любителей пеших прогулок проложен маршрут от Юнгфрауйох до хижины на Мёнхсйох (доступен только с апреля по октябрь в хорошую погоду).

## Сфинкс
В 600 м от Юнгфрауйох возвышается «Сфинкс», скала высотой 3571 м. На ней находится смотровая площадка, метеостанция и самая высокогорная обсерватория в Европе с тем же именем — Сфинкс.
Со смотровой площадки «Сфинкс» открывается панорама Альп на 360 градусов. Туда можно попасть на скоростном лифте, который проходит 110 м до «Сфинкса» за 25 секунд и может перевозить до 1200 пассажиров в час.

## Ледовый дворец
Занимает площадь около 1000 м² и расположен двадцатью метрами ниже ледника Алеч. В этом дворце всё сделано изо льда. Вход туда свободный, даже в разгар лета температура не поднимается выше −2°С градусов.

## Катание на собачьей упряжке
Лайки были завезены на Юнгфрауйох ещё при строительстве железной дороги, а сейчас их используют для катания туристов на собачьих упряжках по леднику Алеч.